# Soulgas
Soulgas là một chi nhện trong họ Linyphiidae.